# ケラスコ
ケラスコ（伊: Cherasco）は、イタリア共和国ピエモンテ州クーネオ県にある、人口約9,300人の基礎自治体（コムーネ）。

## 地理

### 位置・広がり

#### 隣接コムーネ
隣接するコムーネは以下の通り。
- ブラ
- カヴァッレルマッジョーレ
- チェルヴェーレ
- ラ・モッラ
- マレーネ
- ナルゾーレ
- サルムール

## 行政

### 分離集落
ケラスコには、以下の分離集落（フラツィオーネ）がある。
- Bricco de' Faule, Cappellazzo, Corno, San Bartolomeo, Meane, Picchi, Roreto, San Giovanni, San Gregorio, San Martino, Sant'Antonino, Veglia

## 姉妹都市
- Kiryat Gat、イスラエル
- Villars-sur-Var、フランス
- メックミュール、ドイツ 2001年
- Piliscsaba、ハンガリー 2005年
- Cefa、ルーマニア 2006年
- Aksakovo、ブルガリア 2009年